# 1685 en science
| Années de la science : 1682 - 1683 - 1684 - 1685 - 1686 - 1687 - 1688    |
| Décennies de la science : 1650 - 1660 - 1670 - 1680 - 1690 - 1700 - 1710 |

Cet article présente les faits marquants de l'année 1685 en science.

## Publications

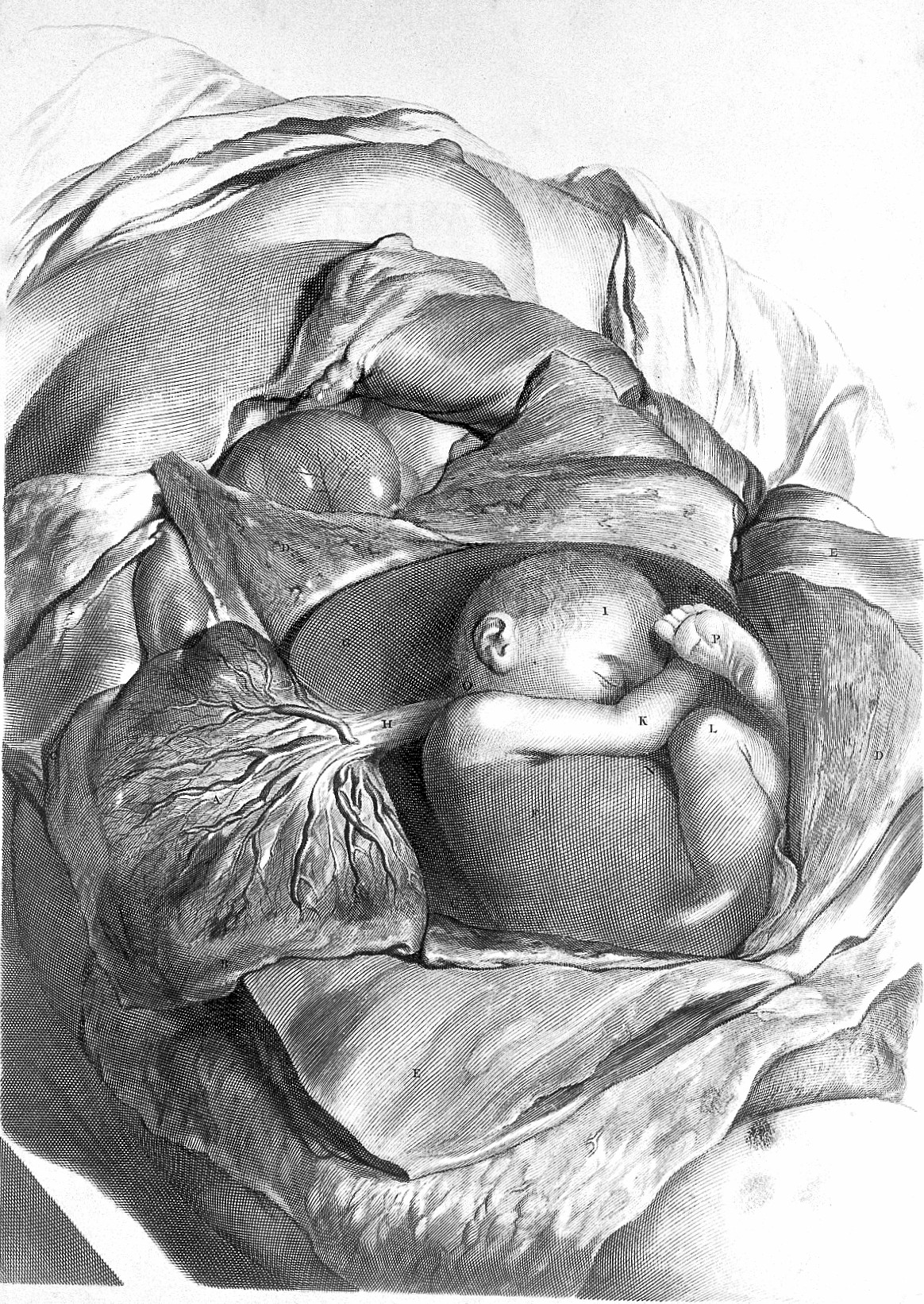
Planche de lAnatomia Humani Corporis.

- Govard Bidloo : Anatomia Humani Corporis, traité d'anatomie.
- Menno van Coehoorn : Nieuwe Vestingbouw, Leeuwarden. Traité sur les fortifications.
- Adam Adamandy Kochański (en) : Observationes cyclometricae, ad facilitandam praxin accomodatae dans les Acta Eruditorum, Leipzig, 1685. Il propose une approximation pour la quadrature du cercle[1].

## Naissances

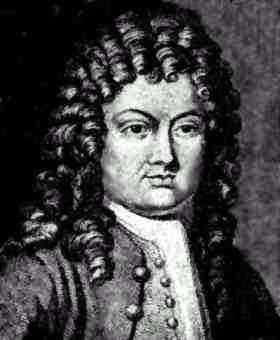
Sir Brook Taylor

- 7 janvier : George Clifford (mort en 1760), jurisconsulte et botaniste hollandais.
- 30 avril : Hermann Friedrich Teichmeyer (mort en 1746), médecin allemand.
- 9 août : Claude-Joseph Geoffroy (mort en 1752), maître apothicaire, botaniste et chimiste français.
- 18 août : Brook Taylor († 1731), mathématicien anglais.
- 20 novembre : Jean Hellot (mort en 1766), chimiste et administrateur français.

## Décès
- 6 janvier : Edmund Castell (né en 1606), linguiste anglais.
- 19 mars : René François Walter de Sluse (né en 1622), mathématicien liégeois.
- 12 décembre : John Pell (né en 1611), mathématicien anglais.